# مجزرة عائلة شلايل
مجزرة عائلة شلايل هي مجزرة ارتكبها سلاح الجو الإسرائيلي في 1 نوفمبر 2024 عندما قام بشن غارة جوية في شارع صالة أبو خاطر الواقع في منطقة تل الزعتر في مخيم جباليا شمال قطاع غزة، حيثُ أنه ومع بداية عملية طوفان الأقصى في 7 أكتوبر 2023 قام سلاح الجو بشن سلسلة غارات على مخيم جباليا، هذه المجزرة من ضمن عدة مجازر وقعت خلال عملية طوفان الأقصى، والتي أدت إلى استهداف منزل عائلة شلايل الي كان يأوي مجموعة من النازحين، وراح ضحيتها 14 شهيد من عائلة شلايل، إضافة إلى عدد كبير من الجرحى والمفقودين تحت الأنقاض.

## خلفية الحدث
في صباح يوم السبت 7 تشرين الأول  2023 قامت حركة المقاومة الاسلامية حماس بإطلاق ما لا يقلُّ عن 3000 صاروخ من قطاع غزة الذي تسيطر عليه حماس باتجاه إسرائيل. بالموازاة مع اختراق حوالي 2500 مسلَّح فلسطيني الحاجز بين غزة وإسرائيل بِشَنِّهِم لهجوم عبر السّيارات رُباعيّة الدّفع والدّراجات النّارية والطّائرات الشّراعيّة وغيرها على البلدات المتاخمة للقطاع، والتي تُعرف باسم غلاف غزة، حيث سيطروا على عددٍ من المواقع العسكريَّة خاصة في سديروت، ووصلوا أوفاكيم، واقتحموا نتيفوت، وخاضوا اشتباكاتٍ عنيفة في المستوطنات الثلاثة وفي مستوطنات أخرى كما أسَرُوا عددًا من الجنود والمواطنين واقتادوهم لغَزَّة فضلًا عن اغتنامِ مجموعةٍ من الآليَّات العسكريَّة الإسرائيليَّة. ردًّا على ذلك، بدأت قوات الاحتلال الاسرائيلي هجومها باستعادة السيطرة على المستوطنات التي سبق لقوات حماس السيطرة عليها، وشنَّت هجمات انتقامية قبل أن تعلن الحرب رسميًا على حماس في اليوم التالي. كما نَفَّذَت غارات جوية على قطاع غزة، وشدَّدت حصارها وشنت واحدة من أكثر حملات القصف دموية وتدميرًا في التاريخ الحديث.

## الضحايا
1. مريم شلايل
2. أشرف شلايل
3. صابرين شلايل
4. محمود شلايل
5. أحمد سلامة
6. الطفل حمدي رامز حمدي سلامة (17 عام)
7. الطفلة حلا رامز حمدي سلامة (11 عام)
8. .تمارا رامز حمدي سلامة (20 عم)
9. محمد رامز حمدي سلامة
10. ميس محمود شلايل
11. لندا أسامة نبهان شلايل (21 عام)
12. .الطفلة دعاء أسامة نبهان شلايل (14 عام)
13. سيدة حامل